# ピペロニルブトキシド
ピペロニルブトキシド（Piperonyl butoxide, PBO）はベンゾジオキソール誘導体およびエーテルの一種。可燃性を持つ黄色から茶色の油状液体で、水には溶けない。
殺虫剤用共力剤（殺虫効果を高める添加剤）あるいは防虫剤として用いられる。この作用はプロペニルブトキシドがシトクロムP450の阻害剤として機能するためである。有機リン系、ピレスロイド系などの殺虫剤は虫体内でP450により解毒されるため、これを妨げることにより殺虫効果を高める。同様の効果を持つ物質にはゴマに含まれるセサミンなどがある。穀類防虫用には食品添加物として扱われる。
ピペロニルブトキシドは中程度に安定であり、サフロールを原料とした半合成によって供給される。ピペロニルブトキシドの経口および皮膚摂取による哺乳類に対する急性毒性は低い。
2011年の研究では、妊娠後期中の空気中のピペロニルブトキシド量と、36ヶ月における精神発達の遅れとの間に顕著な関連があることが明らかとなった。